# Marian Zdunkiewicz
Marian Zdunkiewicz (ur. ?, zm. ?) – polski inżynier.

## Życiorys
W 1932 ukończył Wydział Hutniczy Państwowej Szkoły Górniczej i Hutniczej w Dąbrowie Górniczej. Podjął studia na politechnice, które w 1934 przerwał z uwagi na niekorzystną sytuację finansową.
Na początku lat 50. był dyrektorem inwestycyjnym w Hucie Częstochowa im. Bolesława Bieruta. W 1951 był inicjatorem powołania Społecznego Komitetu Budowy stadionu w Częstochowie klubu Stal, oddanego do użytku w 1955 (później klub przemianowany na Raków).

## Odznaczenia
- Order Sztandaru Pracy II klasy (1952, za zasługi położone dla Narodu i Państwa w dziedzinie przemysłu)[4]
- Medal 10-lecia Polski Ludowej (1955, na wniosek Ministra Hutnictwa)[5]